# Euchilichthys
Euchilichthys är ett släkte av fiskar. Euchilichthys ingår i familjen Mochokidae.
Kladogram enligt Catalogue of Life:
| Euchilichthys | \| \| Euchilichthys astatodon \| \| \| \| \| \| Euchilichthys boulengeri \| \| \| \| \| \| Euchilichthys dybowskii \| \| \| \| \| \| Euchilichthys guentheri \| \| \| \| \| \| Euchilichthys royauxi \| \| \| \| |
|               | \| \| Euchilichthys astatodon \| \| \| \| \| \| Euchilichthys boulengeri \| \| \| \| \| \| Euchilichthys dybowskii \| \| \| \| \| \| Euchilichthys guentheri \| \| \| \| \| \| Euchilichthys royauxi \| \| \| \| |
|               | Acanthocleithron |
|               | |
|               | Atopochilus |
|               | |
|               | Atopodontus |
|               | |
|               | Chiloglanis |
|               | |
|               | Microsynodontis |
|               | |
|               | Mochokiella |
|               | |
|               | Mochokus |
|               | |
|               | Synodontis |
|               | |
|               | Euchilichthys astatodon |
|               | |
|               | Euchilichthys boulengeri |
|               | |
|               | Euchilichthys dybowskii |
|               | |
|               | Euchilichthys guentheri |
|               | |
|               | Euchilichthys royauxi |
|               | |

|  | Euchilichthys astatodon  |
|  |                          |
|  | Euchilichthys boulengeri |
|  |                          |
|  | Euchilichthys dybowskii  |
|  |                          |
|  | Euchilichthys guentheri  |
|  |                          |
|  | Euchilichthys royauxi    |
|  |                          |